# ペラーガ (小惑星)
ペラーガ (554 Peraga) は、小惑星帯の小惑星。パウル・ゲッツがハイデルベルクのケーニッヒシュトゥール天文台で発見した。
軌道計算を行ったイタリア人天文学者にゆかりのある村に因んで名付けられた。
2009年8月に静岡県で掩蔽が観測された。